# 普莱旺
普莱旺（法語：Pléven，發音：[plevɛ̃]）是法国阿摩尔滨海省迪南区的一个旧市镇。2025年1月1日，普莱旺与市镇普吕迪诺合并为新市镇瓦勒达尔格农，并成为了瓦勒达尔格农的委派市镇。

## 地理
普莱旺（48°29'24"N, 2°19'13"W）面积9.73 平方千米，位于法国布列塔尼大區阿摩尔滨海省，该省份为法国西北部沿海省份，位于布列塔尼半岛北部，北濒大西洋英吉利海峡，西接菲尼斯泰尔省，南至莫尔比昂省，东临伊勒-维莱讷省。
与普莱旺接壤的市镇（或旧市镇、城区）包括：朗代比亚、普莱代利亚克、阿尔格农河畔普洛雷克、普吕迪诺。
普莱旺的时区为UTC+01:00、UTC+02:00（夏令时）。

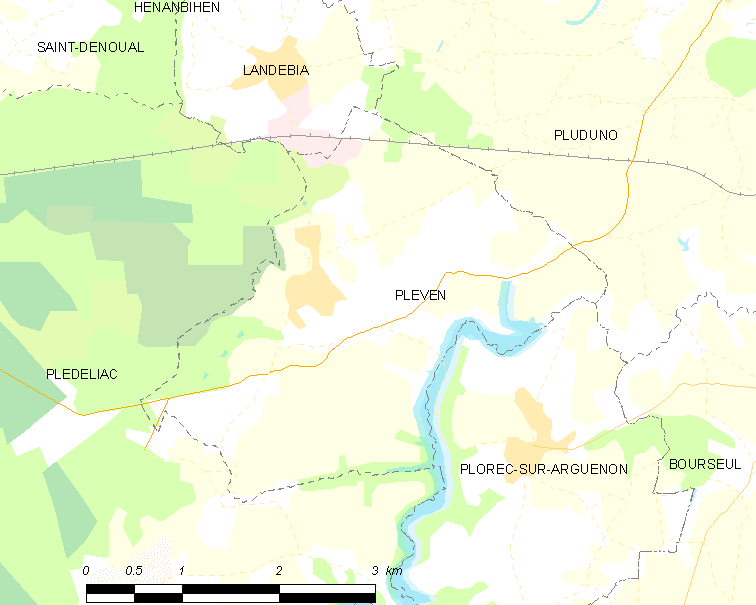
普莱旺的OSM定位图

## 行政
普莱旺的邮政编码为22130，INSEE市镇编码为22200。

## 政治
普莱旺所属的省级选区为普朗科埃特县。

## 交通
阿摩尔滨海省省道D16线、D28线、D28A线和D55线经过境内。

## 人口

1962-2008年间普莱旺人口变化图示

普莱旺于2022年1月1日时的人口数量为609人。